# Golfvereniging Edda Huzid
Golf en Country Club Edda Huzid was een Nederlandse golfclub in Voorthuizen in de provincie Gelderland. De club werd opgericht in 1989.

## Golfbaan
In het Veluwse landschap ligt de 18-holes golfbaan, die bestaat uit de Kraaienveenbaan (holes 1-9) en de Meeuwenveenbaan (holes 10-18).  Daarnaast heeft Edda Huzid ook een par-3 baan. Het was de thuisbaan van Golfvereniging Edda Huzid.